# وزارة أوروبا والشؤون الخارجية (فرنسا)

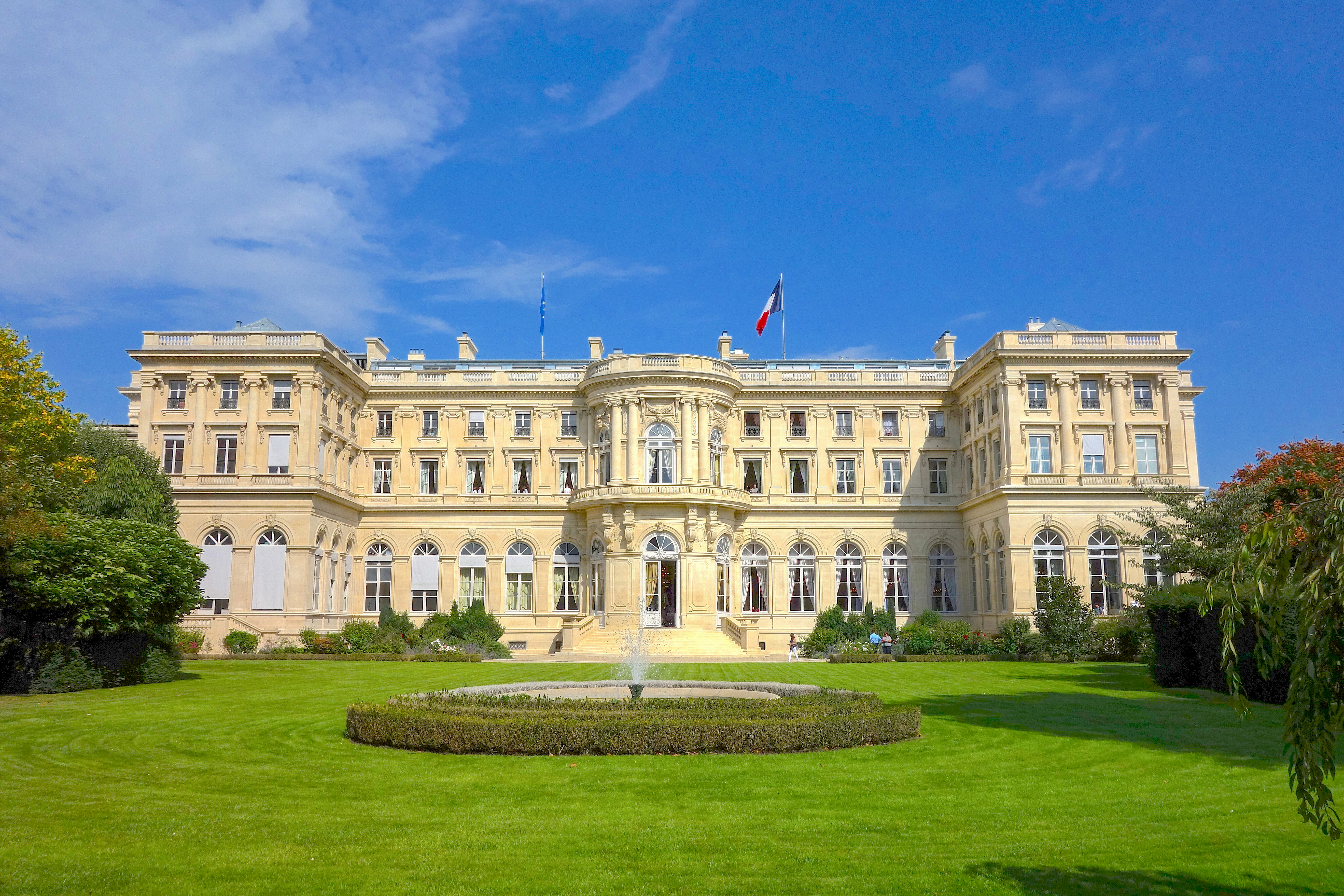
مبنى وزارة الخارجية الفرنسية المعروف بـ "كي دورسي"

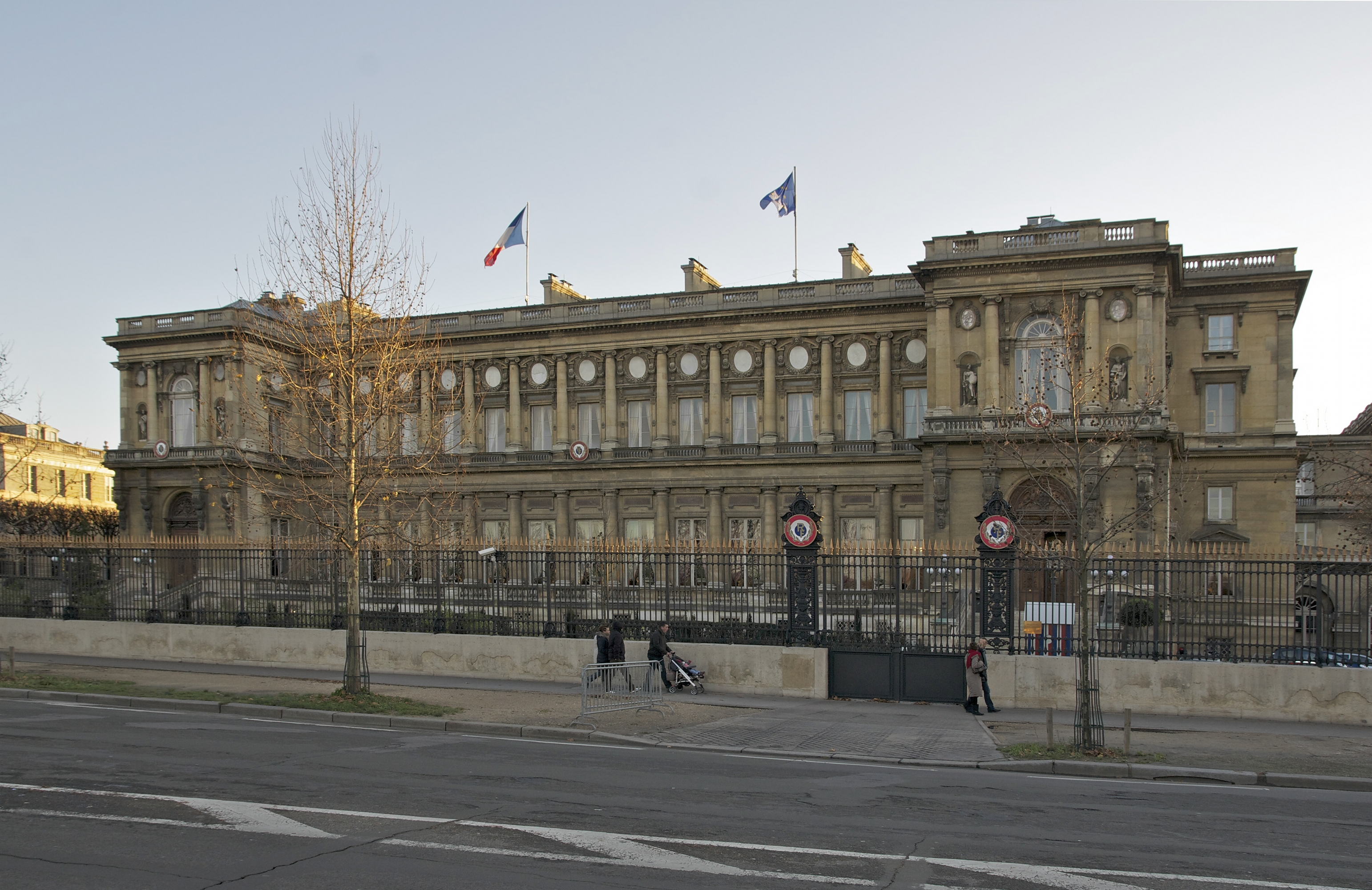
وزارة الخارجية قرب البرلمان الفرنسي

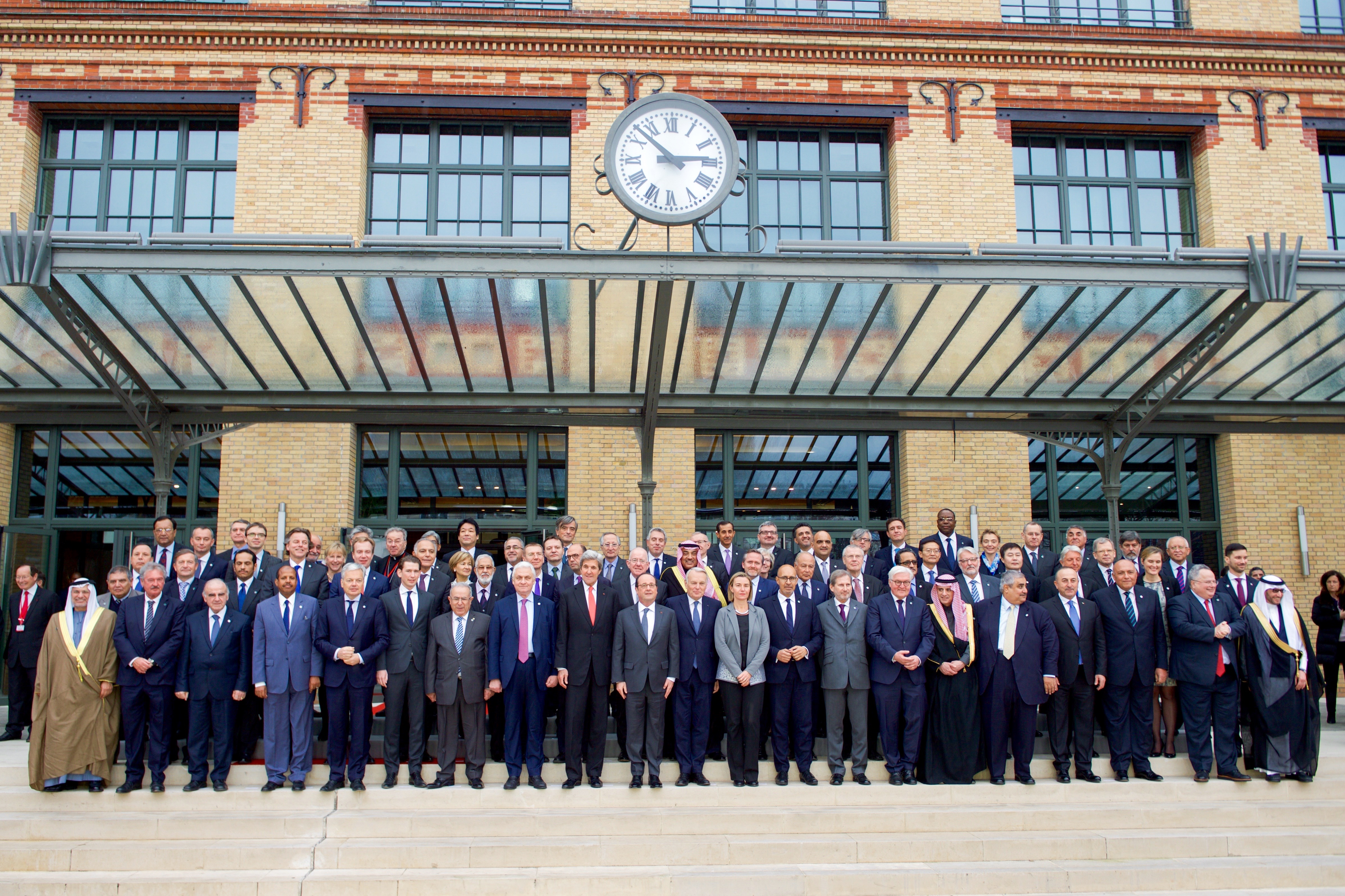
مبني الوزارة الثاني قرب مترو جافيل صورة تذكارية لوزراء خارجية أثناء مؤتمر السنوي في شهر أيلول من كل عام

وزارة أوروبا والشؤون الخارجية (بالفرنسية: Ministère de l'Europe et des Affaires étrangères)‏، هي وزارة الحكومة الفرنسية التي تتعامل مع العلاقات الخارجية لفرنسا. منذ عام 1855، يقع مقرها الرئيسي في 37 كواي دورسيه "Quai d'Orsay"، بالقرب من الجمعية الوطنية. غالبًا ما يستخدم مصطلح كواي دورسيه كاسم رمزي للوزارة نظراً لموقعها الجغرافي. وهي المقر الرسمي للدبلوماسية الفرنسية. وزيرها، وزير أوروبا والشؤون الخارجية مسؤول عن العلاقات الخارجية لفرنسا، الوزيرة الحالية هي السيدة كاثرين كولونا.
في عام 1547، أصبح أمناء الملك متخصصين، ويكتبون المراسلات إلى الحكومات الأجنبية، ويتفاوضون على معاهدات السلام. أصبح وزراء الخارجية الفرنسيون الأربعة، حيث تم تقسيم العلاقات الخارجية حسب المنطقة، في عام 1589، مركزين وأصبح أحدهم سكرتيرًا أولًا مسؤولًا عن العلاقات الدولية. أصبح منصب حكم أترافي وزير الدولة للشؤون الخارجية وزيراً للخارجية حوالي عام 1723، وتم تغيير اسمه إلى «وزير الشؤون الخارجية» في عام 1791 بعد الثورة الفرنسية. ألغيت جميع المناصب الوزارية في عام 1794 من قبل المؤتمر الوطني وأعيد تأسيسها مع الدليل.
ولفترة وجيزة في الثمانينيات، أعيدت تسمية المكتب إلى وزير العلاقات الخارجية. اعتبارًا من 17 مايو 2017، تم تعيينه وزيرًا لأوروبا والشؤون الخارجية بقيادة جان إيف لودريان، يساعده وزيرا خارجية، حاليًا جان بابتيست ليموين وأميلي دي مونتشالين.

## نظرة تاريخية

### من اللوفر إلى «الكي دورسيه»

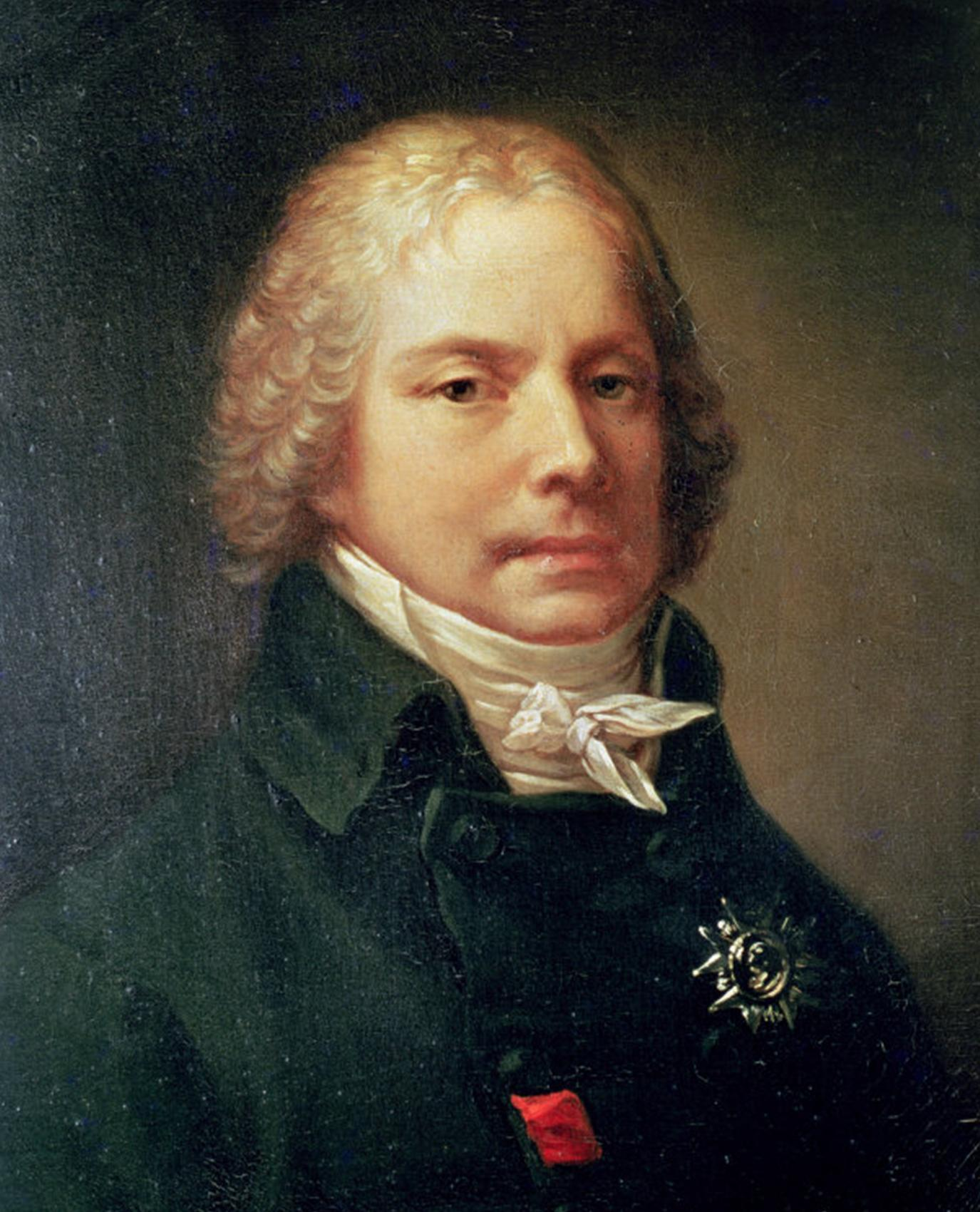
شارل موريس تاليران وهو وزير العلاقات الخارجية من1797 إلى 1807

كان لفرنسا دبلوماسييها قبل أن يكون لها وزير للخارجية، وكان لها وزير للخارجية قبل أن يكون لها وزارة للشؤون الخارجية.

لطالما كان لملوك فرنسا سياسة خارجية ولكنهم كانوا يقودونها بشكل منفرد ومباشر مع نظرائهم. كما كان لهم مستشارين دبلوماسيين وبعثات دبلوماسية مؤقتة ثم دائمة، ولكن دون أن يشكل ذلك وزارة. فقد كان يساعد الملك «كتبة ملكيين»، ثم أصبح يطلق عليهم اسم «سكرتير دولة» منذ القرن 15.

في الأول من كانون الثاني 1589 تولى لويس دو ريفول شؤون الوزارة للمرة الأولى، ومنذ ذلك الحين، أصبح وزير الخارجية مقرباً جداً من رأس الدولة. وحين تركزت السلطات في القرن 18 في «مجلس ملكي ضيق»، يحمل أعضاؤه لقب وزراء دولة، كان وزير الخارجية دائماً جزءاً من هذا المجلس.

عرفت مهنة الدبلوماسية تطوراً كبيراً بمرور السنين، وإذا كانت ممارستها حكراً على رجال الدين في البداية انعكاساً لمكانة الشؤون الكنسية آنذاك، إلا أنها خلعت عنها هذا الطابع تدريجياً، وأصبح يمارسها سفراء من النبلاء والقضاة المتخصصين بالشؤون الخارجية، إلى أن قرر نابوليون اختيار الدبلوماسيين من ضمن المراقبين التابعين لمجلس الدولة. وتولى بعدها تاليران تنظيم المهنة الدبلوماسية حيث حافظ على مبدأ الفصل بين الخدمة داخل البلاد وخارجها. هذا وأعطى الإصلاح هيكلية واضحة المعالم للوزارة بدا فيها واضحاً التردد بين معيار التقسيم الجغرافي أو الوظيفي لدوائرها. ومنذ العام 1853 أصبح «الكي دورسيه» مقراً للوزارة.

### «الكي دورسيه»
يقع مقر وزارة الخارجية الفرنسية على الرقم 37 من الرصيف الذي يحمل اسم أحد رؤساء المجلس البلدي لباريس خلال القرن 18. بدأ العمل فيه في العام 1844 وانتهى في العام 1855، وهو عبارة عن مجموعة هندسية منسجمة تمثل الفن المعماري الذي تميزت به الامبرطورية الفرنسية الثانية.

وضع حجر الأساس لقصر أورسيه في العام 1845 وعهد بأعمال الديكور الخارجية لمجموعة من النحاتين الذين شاركوا في بناء وترميم كنائس وقصور عدة (كنيسة نوتردام باريس وكنيسة القديس بولس وقصري بلوا وسان كلو...).

بعد أن انتهى البناء في 1853، تم استقدام عدد من أبرز مصممي فرنسا آنذاك للاهتمام بأعمال التزيين الداخلي التي اريد لها أن تخرج إلى الوجود مبنى معداً لاستقبال ملوك ودبلوماسيين أجانب بكل الأبهة والفخامة التي تليق بهم.

وحيث أن مقر الوزارة لم يتغير منذ منتصف القرن 18، أصبحت عبارة «الكي دورسيه» تشير تجاوزأً إلى وزارة الخارجية الفرنسية.

### المهام
يقع على عاتق الوزارة، أولاً، مهمة إعلام رئيسي الجمهورية والحكومة عن التطورات الدولية والأوضاع في الدول الأجنبية. تتولى سفارات فرنسا وقنصلياتها في الخارج، هذه المهمة، عبر جمع مختلف المعلومات، ذات الطبيعة السياسية والاقتصادية والثقافية وحول سبل التعاون، من مصادر عدة، وإرسالها إلى باريس.

تتولى الوزارة وضع تصور حول سياسة فرنسا الخارجية، وتقرير التوجهات الكبرى للسياسة الدولية لفرنسا، انطلاقاً من المعلومات التي يتم جمعها من قبل السفارات والقنصليات الفرنسية في الخارج.

تتولى الوزارة أيضاً مباشرة وتنسيق علاقات فرنسا الدولية. فالوزارة، عبر سفرائها الذين يمثلون رئيس الجمهورية لدى الدول الأخرى والمنظمات الدولية، تمثل فرنسا لدى الحكومات الأجنبية. وعليه يقوم هؤلاء بالتفاوض باسم فرنسا وبتوقيع الاتفاقات والقيام بكافة التحركات باسمها. كما تقوم الوزارة بالتنسيق بين باقي وزارات الدولة إزاء الخارج (بهذه الصفة يمثل السفير الحكومة وبالتالي كل الوزراء الذين يشكلونها).

تقوم الوزارة برعاية المصالح الفرنسية في الخارج وبمساعدة المواطنين الفرنسيين خارج أراضي الدولة الفرنسية، ويتولى القناصل الفرنسيون والمراكز القنصلية هذه المهمة بشكل أساسي.

### تنظيمها
تتألف وزارة الشؤون الخارجية من عدد من المديريات والدوائر.

## الإدارة المركزية

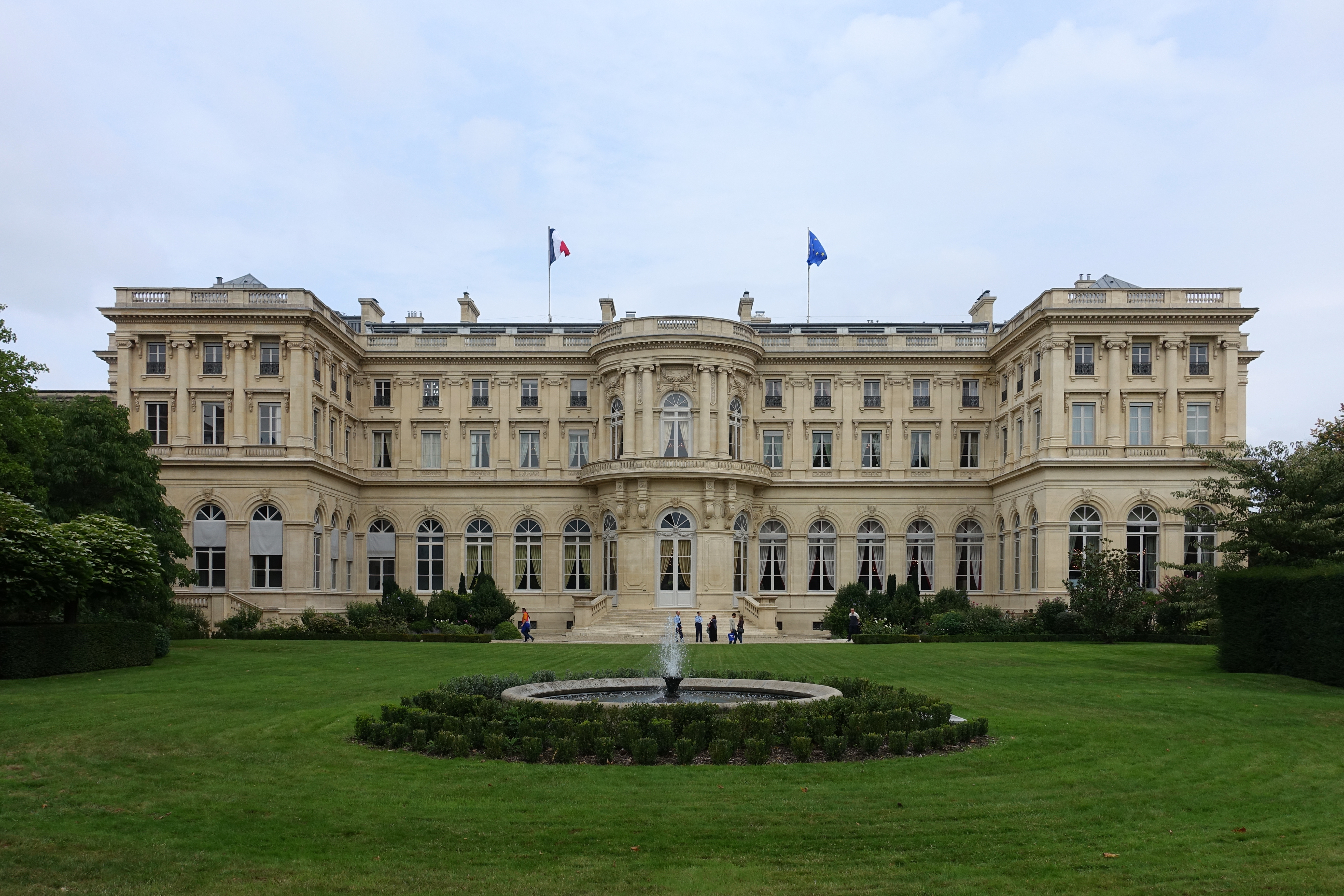
مبنى وزارة الخارجية في Quai d'Orsay

هناك العديد من الخدمات تحت سلطتها، إلى جانب خدمات بعض الوزراء الآخرين. تحت سلطة وزير الشؤون الخارجية والتنمية الدولية، ووزارة التعاون والشؤون الأوروبية، ووزارة الشؤون الخارجية والأوروبية، هناك العديد من الخدمات المرتبطة مباشرة بالوزراء. هذه قائمة بهذه الخدمات.
- مجلس الوزراء.
- مكتب الخزانات، الذي يضم موظفين مسؤولين عن الجوانب الإدارية واللوجستية للوزارات الثلاث.
- خدمة مراقبة الميزانية (CBCM).
- التفتيش العام للشؤون الخارجية (IGAE).
- المكتب المرتقب (DP).
- البروتوكول، الذي تعتمد عليه خلية بروتوكول الرئيس.
- قسم إدارة الأزمات (CDC).

## وزراء الدولة (1547-1723)

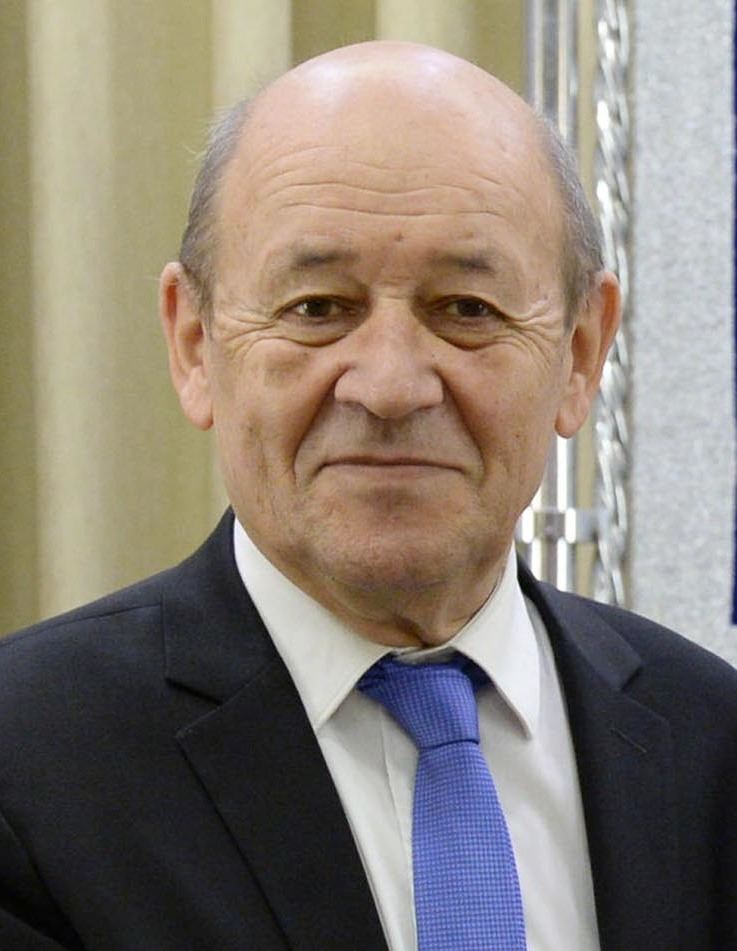
جان إيف لودريان، وزير أوروبا والشؤون الخارجية من 17 مايو 2017 إلى 20 مايو 2022

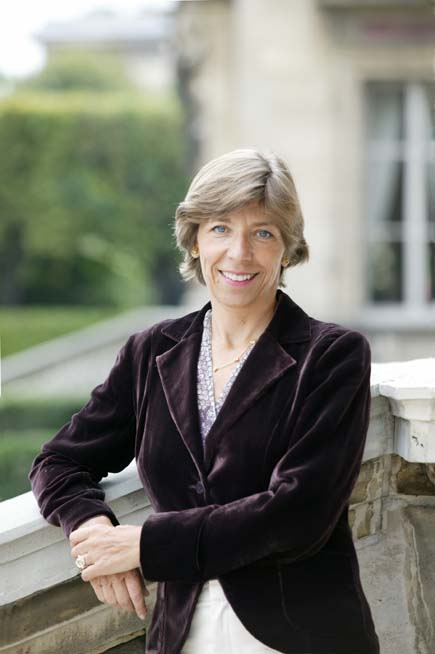
كاثرين كولونا، وزيرة أوروبا والشؤون الخارجية

| اسم                                              | من عند         | إلى            |
| ------------------------------------------------ | -------------- | -------------- |
| غيوم بوتشيل، سينيور دي سوسي                      | 1547           | 1558           |
| كوم كلوز، سيد مارشاومون                          | 1547           | 1559           |
| كلود دي لوبيسبين                                 | 1 أبريل 1547   | 1567           |
| جان دو تيير، سينيور بيوريجارد                    | 1547           | 1559           |
| جاك بوردين، سينيور دي فيلين                      | 1558           | 1567           |
| فلوريموند الثاني روبرتيت، سينيور دي فريسنس       | 1558           | 1567           |
| فلوريموند الثالث روبرتت دالوي                    | 1559           | 1569           |
| كلود الثاني دي لوبيسبين                          | 8 يوليو 1567   | 1570           |
| سايمون فيزيس، بارون دي سوفيس                     | 22 أكتوبر 1567 | 27 نوفمبر 1579 |
| نيكولاس دي نيوففيل، سينيور دي فيليروي            | 28 أكتوبر 1567 | 1588           |
| بيير برولارت، رئيس دي جنليس                      | 8 يونيو 1569   | 1588           |
| كلود بينارت، كومبليسي وكرامبيلس                  | 1570           | 1588           |
| لويس دي ريفول                                    | 1 يناير 1589   | 17 سبتمبر 1594 |
| نيكولاس دي نيوففيل، سينيور دي فيليروي            | 30 ديسمبر 1594 | 9 أغسطس 1616   |
| أرماند جان دو بليسيس، دوك دي ريشيليو، أسقف لوسون | 30 نوفمبر 1616 | 24 أبريل 1617  |
| بيير برولارت، فيكومت دي بويزيو                   | 24 أبريل 1617  | 11 مارس 1626   |
| ريموند فيليبو، سينيور هيربو                      | 11 مارس 1626   | 2 مايو 1629    |
| كلود بوثيلييه                                    | 2 مايو 1629    | 18 مارس 1632   |
| ليون بوثيلييه، كونت دي شافيني                    | 18 مارس 1632   | 23 يونيو 1643  |
| كونت دي برين، هنري أوغست دي لومي                 | 23 يونيو 1643  | 3 أبريل 1663   |
| هوغو دي ليون                                     | 3 أبريل 1663   | 1 سبتمبر 1671  |
| سيمون أرنو، ماركيز دي بومبون                     | 1 سبتمبر 1671  | 18 نوفمبر 1679 |
| تشارلز كولبير، ماركيز دي كرواسي                  | 12 فبراير 1680 | 28 يوليو 1696  |
| جان بابتيست كولبير، ماركيز دي تورسي              | 28 يوليو 1696  | 22 سبتمبر 1715 |
| نيكولاس دو بليه، ماركيز دوكسيل                   | 23 سبتمبر 1715 | 1 سبتمبر 1718  |

## وزراء الدولة للشؤون الخارجية (1718-1791)
| اسم                                                | من عند         | إلى            |
| -------------------------------------------------- | -------------- | -------------- |
| غيوم دوبوا                                         | 24 سبتمبر 1718 | 10 أغسطس 1723  |
| تشارلز جان بابتيست فلوريو، كونت دي مورفيل          | 16 أغسطس 1723  | 19 أغسطس 1727  |
| جيرمان لويس شوفلين                                 | 23 أغسطس 1727  | 20 فبراير 1737 |
| جان جاك أميلوت دي شيلو                             | 22 فبراير 1737 | 26 أبريل 1744  |
| أدريان موريس، دوك دي نويل                          | 26 أبريل 1744  | 19 نوفمبر 1744 |
| رينيه دي فوييه دي بولمي، ماركيز دارجنسون           | 19 نوفمبر 1744 | 10 يناير 1747  |
| لويس فيلوجين برولارت، فيكومت دي بوسيولكس           | 27 يناير 1747  | 9 سبتمبر 1751  |
| فرانسوا دومينيك دي باربيري دي سان كونست            | 11 سبتمبر 1751 | 24 يوليو 1754  |
| أنطوان لويس رويل                                   | 24 يوليو 1754  | 28 يونيو 1757  |
| فرانسوا يواكيم دي بيير دي بيرنيس                   | 28 يونيو 1757  | 9 أكتوبر 1758  |
| إتيان فرانسوا، دوك دي شوازول                       | 3 ديسمبر 1758  | 13 أكتوبر 1761 |
| سيزار غابرييل دي شوازول شوفيجني، دوك دي براسلين    | 13 أكتوبر 1761 | 10 أبريل 1766  |
| إتيان فرانسوا، دوك دي شوازول                       | 10 أبريل 1766  | 24 ديسمبر 1770 |
| لويس فيليبو، دوق لا فريلير                         | 24 ديسمبر 1770 | 6 يونيو 1771   |
| إيمانويل أرماند، دي بليسيس دي ريشيليو، دوق ايجيلون | 6 يونيو 1771   | 2 يونيو 1774   |
| هنري ليونارد جان بابتيست بيرتين                    | 2 يونيو 1774   | 21 يوليو 1774  |
| تشارلز جرافير، كونت دي فيرجين                      | 21 يوليو 1774  | 13 فبراير 1787 |
| أرماند مارك، كونت دي مونتمورين سان هيرم            | 14 فبراير 1787 | 13 يوليو 1789  |
| بول فرانسوا دي كويلين، دوق فوجويون                 | 13 يوليو 1789  | 16 يوليو 1789  |
| أرماند مارك، كونت دي مونتمورين سان هيرم            | 16 يوليو 1789  | 29 نوفمبر 1791 |

## وزير الخارجية (1791-2007)
| اسم                                      | من عند         | إلى            |
| ---------------------------------------- | -------------- | -------------- |
| كلود أنطوان فالديك دي ليسارت             | 29 نوفمبر 1791 | 15 مارس 1792   |
| تشارلز دوموريز                           | 15 مارس 1792   | 13 يونيو 1792  |
| بيير بول دي ميريديو، بارون دي نيلاك      | 13 يونيو 1792  | 18 يونيو 1792  |
| سكيبيون فيكتور، ماركيز دي شامبوناس       | 18 يونيو 1792  | 23 يوليو 1792  |
| فرانسوا جوزيف دي جراتيه، فيكومتي دوبوشاج | 23 يوليو 1792  | 1 أغسطس 1792   |
| كلود بيغو دي سانت كروا                   | 1 أغسطس 1792   | 10 أغسطس 1792  |
| بيير هنري هيلين ماري ليبرون توندو        | 10 أغسطس 1792  | 21 يونيو 1793  |
| فرانسوا لويس ميشيل شيمن ديفورج           | 21 يونيو 1793  | 2 أبريل 1794   |
| جان ماري كلود الكسندر جوجون              | 5 أبريل 1794   | 8 أبريل 1794   |
| مارتيال جوزيف أرماند هيرمان              | 8 أبريل 1794   | 20 أبريل 1794  |
| فيليبرت بوتشوت                           | 20 أبريل 1794  | 3 نوفمبر 1795  |
| ميشيل آنج برنارد مانجوريت                | 3 نوفمبر 1794  | 21 نوفمبر 1794 |
| أندريه فرانسوا ميوت دي ميليتو            | 21 نوفمبر 1794 | 19 فبراير 1795 |
| جان فيكتور كولشين                        | 19 فبراير 1795 | 3 نوفمبر 1795  |
| شارل فرانسوا ديلاكروا                    | 3 نوفمبر 1795  | 15 يوليو 1797  |
| شارل موريس دي تاليران - بيريغورد         | 15 يوليو 1797  | 20 يوليو 1799  |
| شارل فريديريك رينهارد                    | 20 يوليو 1799  | 22 نوفمبر 1799 |

### القنصلية والإمبراطورية الأولى
| اسم                                                  | من عند         | إلى            |
| ---------------------------------------------------- | -------------- | -------------- |
| تشارلز موريس دي تاليران، أمير دي بينيفنت             | 22 نوفمبر 1799 | 9 أغسطس 1807   |
| جان بابتيست نومبير دي شامباني، دوك دي كادور          | 9 أغسطس 1807   | 17 أبريل 1811  |
| هيوز برنارد ماريت، دوك دي باسانو                     | 17 أبريل 1811  | 20 نوفمبر 1813 |
| أرماند أوغستين لويس كولينكورت، دوك دي فيسينس         | 20 نوفمبر 1813 | 1 أبريل 1814   |
| أنطوان رينيه تشارلز ماتورين، رئيس مجلس إدارة لافورست | 3 أبريل 1814   | 13 مايو 1814   |

### التجديد الأول والمائة يوم
| اسم                                           | من عند        | إلى           |
| --------------------------------------------- | ------------- | ------------- |
| شارل موريس دي تاليران-بيريغورد أمير دي بنيفنت | 13 مايو 1814  | 20 مارس 1815  |
| أرماند أوغستين لويس كولينكورت، دوك دي فيسينس  | 20 مارس 1815  | 22 يونيو 1815 |
| لويس، بارون بينون                             | 22 يونيو 1815 | 7 يوليو 1815  |

### التجديد الثاني
| اسم                                           | من عند         | إلى            |
| --------------------------------------------- | -------------- | -------------- |
| شارل موريس دي تاليران-بيريغورد أمير دي بنيفنت | 9 يوليو 1815   | 26 سبتمبر 1815 |
| أرماند إيمانويل دو بليسيس، دوك دي ريشيليو     | 26 سبتمبر 1815 | 29 ديسمبر 1818 |
| جان جوزيف بول أوغستين، ماركيز ديسول           | 29 ديسمبر 1818 | 19 نوفمبر 1819 |
| إتيان دينيس، بارون باسكوييه                   | 19 نوفمبر 1819 | 14 ديسمبر 1821 |
| ماتيو جان فيليسي، دوك دي مونتمورنسي لافال     | 14 ديسمبر 1821 | 28 ديسمبر 1822 |
| فرانسوا رينيه، فيكومت دي شاتوبريان            | 28 ديسمبر 1822 | 4 أغسطس 1824   |
| أنج هياسينث ماكسينس، بارون دي داماس           | 4 أغسطس 1824   | 4 يناير 1828   |
| أوغست، كونت دي لا فيروني                      | 4 يناير 1828   | 24 أبريل 1829  |
| آن بيير أدريان، دوك دي مونتمورنسي لافال       | 24 أبريل 1829  | 14 مايو 1829   |
| جوزيف ماري، كونت بورتاليس                     | 14 مايو 1829   | 8 أغسطس 1829   |
| جول أرماند أوغست ماري أمير بوليجناك           | 8 أغسطس 1829   | 29 يوليو 1830  |
| فيكتور لويس فيكتورنين، دوك دي مورتيمارت       | 29 يوليو 1830  | 29 يوليو 1830  |
| لويس، بارون بينون                             | 31 يوليو 1830  | 1 أغسطس 1830   |

### ملكية يوليو
| اسم                                       | من عند         | إلى            |
| ----------------------------------------- | -------------- | -------------- |
| جان بابتيست، كومت جوردان                  | 1 أغسطس 1830   | 11 أغسطس 1830  |
| لويس، كومت مولي                           | 11 أغسطس 1830  | 2 نوفمبر 1830  |
| نيكولا جوزيف، ماركيز ميزون                | 2 نوفمبر 1830  | 17 نوفمبر 1830 |
| هوراس فرانسوا باستيان، البارون سيباستياني | 17 نوفمبر 1830 | 11 أكتوبر 1832 |
| فيكتور، دوك دي برولي                      | 11 أكتوبر 1832 | 4 أبريل 1834   |
| هنري جوتييه، كونت دي ريجني                | 4 أبريل 1834   | 10 نوفمبر 1834 |
| تشارلز جوزيف، كومت بريسون                 | 10 نوفمبر 1834 | 18 نوفمبر 1834 |
| هنري جوتييه، كونت دي ريجني                | 18 نوفمبر 1834 | 12 مارس 1835   |
| فيكتور، دوك دي برولي                      | 12 مارس 1835   | 22 فبراير 1836 |
| أدولف تيير                                | 22 فبراير 1836 | 6 سبتمبر 1836  |
| لويس، كومت مولي                           | 6 سبتمبر 1836  | 31 مارس 1839   |
| لويس نابليون لانز، دوق مونتيبيلو          | 31 مارس 1839   | 12 مايو 1839   |
| نيكولاس جان دي ديو سولت، دوك دي دالماتي   | 12 مايو 1839   | 1 مارس 1840    |
| أدولف تيير                                | 1 مارس 1840    | 29 أكتوبر 1840 |
| فرانسوا جيزو                              | 29 أكتوبر 1840 | 23 فبراير 1848 |

### الجمهورية الثانية
| اسم                                | من عند         | إلى            |
| ---------------------------------- | -------------- | -------------- |
| ألفونس دي لامارتين                 | 24 فبراير 1848 | 11 مايو 1848   |
| جول باستيد                         | 11 مايو 1848   | 29 يونيو 1848  |
| ماري ألفونس بيدو                   | 29 يونيو 1848  | 17 يوليو 1848  |
| جول باستيد                         | 17 يوليو 1848  | 20 ديسمبر 1848 |
| إدوارد دروين دي لويس               | 20 ديسمبر 1848 | 2 يونيو 1849   |
| الكسيس دي توكفيل                   | 2 يونيو 1849   | 31 أكتوبر 1849 |
| ألفونس دي رينيفال                  | 31 أكتوبر 1849 | 17 نوفمبر 1849 |
| جان إرنست دوكوس، نائب دي لا هيتي   | 17 نوفمبر 1849 | 9 يناير 1851   |
| إدوارد دروين دي لويس               | 9 يناير 1851   | 24 يناير 1851  |
| أناتول، البارون برينييه دي رينودير | 24 يناير 1851  | 10 أبريل 1851  |
| جول باروش                          | 10 أبريل 1851  | 26 أكتوبر 1851 |
| لويس فيليكس إتيان، ماركيز دي تورغو | 26 أكتوبر 1851 | 28 يوليو 1852  |

### الإمبراطورية الثانية
| اسم                                  | من عند         | إلى            |
| ------------------------------------ | -------------- | -------------- |
| إدوارد دروين دي لويس                 | 28 يوليو 1852  | 7 مايو 1855    |
| الكونت ألكسندر جوزيف كولونا والويسكي | 7 مايو 1855    | 4 يناير 1860   |
| جول باروش                            | 4 يناير 1860   | 24 يناير 1860  |
| إدوارد ثوفينيل                       | 24 يناير 1860  | 15 أكتوبر 1862 |
| إدوارد دروين دي لويس                 | 15 أكتوبر 1862 | 1 سبتمبر 1866  |
| تشارلز، ماركيز دي لا فاليت           | 1 سبتمبر 1866  | 2 أكتوبر 1866  |
| ليونيل دي موستير                     | 2 أكتوبر 1866  | 17 ديسمبر 1868 |
| تشارلز، ماركيز دي لا فاليت           | 17 ديسمبر 1868 | 17 يوليو 1869  |
| هنري أمير دي لا تور دي أوفيرني       | 17 يوليو 1869  | 2 يناير 1870   |
| نابليون، كومت دارو                   | 2 يناير 1870   | 14 أبريل 1870  |
| إميل أوليفر                          | 14 أبريل 1870  | 15 مايو 1870   |
| أجينور، دوك دي جرامونت               | 15 مايو 1870   | 10 أغسطس 1870  |
| هنري أمير دي لا تور دي أوفيرني       | 10 أغسطس 1870  | 4 سبتمبر 1870  |

### الجمهورية الثالثة
| اسم                            | من             | إلى             |
| ------------------------------ | -------------- | --------------- |
| جول فافر                       | 4 سبتمبر 1870  | 2 أغسطس 1871    |
| تشارلز، كونت دي ريموسات        | 2 أغسطس 1871   | 25 مايو 1873    |
| ألبرت، دوق دي برولي            | 25 مايو 1873   | 26 نوفمبر 1873  |
| لويس ديكاسيس، دوق جلوكسبيرج    | 29 نوفمبر 1873 | 23 نوفمبر 1877  |
| جاستون روبرت، ماركيز دي بانفيل | 23 نوفمبر 1877 | 13 ديسمبر 1877  |
| وليام هنري وادينجتون           | 13 ديسمبر 1877 | 28 ديسمبر 1879  |
| تشارلز دي فرايسينت             | 28 ديسمبر 1879 | 23 سبتمبر 1880  |
| جول بارتليمي سانت هيلير        | 23 سبتمبر 1880 | 14 نوفمبر 1881  |
| ليون غامبيتا                   | 14 نوفمبر 1881 | 30 يناير 1882   |
| تشارلز دي فرايسينيت            | 30 يناير 1882  | 7 اغسطس 1882    |
| تشارلز دوكليرك                 | 7 أغسطس 1882   | 29 يناير 1883   |
| أرماند فاليريس                 | 29 يناير 1883  | 21 فبراير 1883  |
| بول أرماند شالميل لاكور        | 21 فبراير 1883 | 20 نوفمبر 1883  |
| جول فيري                       | 20 نوفمبر 1883 | 6 أبريل 1885    |
| تشارلز دي فرايسينت             | 6 أبريل 1885   | 11 ديسمبر 1886  |
| إميل فلورنز                    | 11 ديسمبر 1886 | 3 أبريل 1888    |
| رينيه جوبليت                   | 3 أبريل 1888   | 22 فبراير 1889  |
| يوجين سبولر                    | 22 فبراير 1889 | 17 مارس 1890    |
| الكسندر ريبوت                  | 17 مارس 1890   | 11 يناير 1893   |
| جول ديفيل                      | 11 يناير 1893  | 3 ديسمبر 1893   |
| جان كازيمير بيرييه             | 3 ديسمبر 1893  | 30 مايو 1894    |
| غابرييل هانوتو                 | 30 مايو 1894   | 1 نوفمبر 1895   |
| مارسيلين بيرثيلوت              | 1 نوفمبر 1895  | 28 مارس 1896    |
| ليون بورجوا                    | 28 مارس 1896   | 29 ابريل 1896   |
| غابرييل هانوتو                 | 29 أبريل 1896  | 28 يونيو 1898   |
| تيوفيل ديلكاسي                 | 28 يونيو 1898  | 6 يونيو 1905    |
| موريس روفير                    | 6 يونيو 1905   | 13 مارس 1906    |
| ليون بورجوا                    | 14 مارس 1906   | 25 أكتوبر 1906  |
| ستيفن بيشون                    | 25 أكتوبر 1906 | 2 مارس 1911     |
| جان كروبي                      | 2 مارس 1911    | 27 يونيو 1911   |
| جاستن دي سيلفيس                | 27 يونيو 1911  | 9 يناير 1912    |
| ريمون بوانكير                  | 14 يناير 1912  | 22 يناير 1913   |
| تشارلز جونارت                  | 22 يناير 1913  | 22 مارس 1913    |
| ستيفن بيشون                    | 22 مارس 1913   | 9 ديسمبر 1913   |
| جاستون دومرج                   | 9 ديسمبر 1913  | 9 يونيو 1914    |
| ليون بورجوا                    | 9 يونيو 1914   | 13 يونيو 1914   |
| رينيه فيفياني                  | 13 يونيو 1914  | 3 اغسطس 1914    |
| جاستون دومرج                   | 3 أغسطس 1914   | 26 أغسطس 1914   |
| تيوفيل ديلكاسي                 | 26 أغسطس 1914  | 13 أكتوبر 1915  |
| رينيه فيفياني                  | 13 أكتوبر 1915 | 29 أكتوبر 1915  |
| أريستيد برياند                 | 29 أكتوبر 1915 | 20 مارس 1917    |
| الكسندر ريبوت                  | 20 مارس 1917   | 23 أكتوبر 1917  |
| لويس بارثو                     | 23 أكتوبر 1917 | 16 نوفمبر 1917  |
| ستيفن بيشون                    | 16 نوفمبر 1917 | 20 يناير 1920   |
| الكسندر ميلران                 | 20 يناير 1920  | 24 سيبتمبر 1920 |
| جورج لايج                      | 24 سبتمبر 1920 | 16 يناير 1921   |
| أريستيد برياند                 | 16 يناير 1921  | 15 يناير 1922   |
| ريمون بوانكير                  | 15 يناير 1922  | 9 يونيو 1924    |
| ادمون ليفبفر دو بريي           | 9 يونيو 1924   | 14 يونيو 1924   |
| إدوارد هيريوت                  | 14 يونيو 1924  | 17 ابريل 1925   |
| أريستيد برياند                 | 17 أبريل 1925  | 19 يوليو 1926   |
| إدوارد هيريوت                  | 19 يوليو 1926  | 23 يوليو 1926   |
| أريستيد برياند                 | 23 يوليو 1926  | 14 يناير 1932   |
| بيير لافال                     | 14 يناير 1932  | 20 فبراير 1932  |
| أندريه تاردو                   | 20 فبراير 1932 | 3 يونيو 1932    |
| إدوارد هيريوت                  | 3 يونيو 1932   | 18 ديسمبر 1932  |
| جوزيف بول بونكور               | 18 ديسمبر 1932 | 30 يناير 1934   |
| إدوارد دالاديير                | 30 يناير 1934  | 9 فبراير 1934   |
| لويس بارثو                     | 9 فبراير 1934  | 9 أكتوبر 1934   |
| بيير لافال                     | 13 أكتوبر 1934 | 24 يناير 1936   |
| بيير إتيان فلاندين             | 24 يناير 1936  | 4 يونيو 1936    |
| ايفون دلبوس                    | 4 يونيو 1936   | 13 مارس 1938    |
| جوزيف بول بونكور               | 13 مارس 1938   | 10 ابريل 1938   |
| جورج بونيه                     | 10 أبريل 1938  | 13 سبتمبر 1939  |
| إدوارد دالاديير                | 13 سبتمبر 1939 | 21 مارس 1940    |
| بول رينو                       | 21 مارس 1940   | 18 مايو 1940    |
| إدوارد دالاديير                | 18 مايو 1940   | 5 يونيو 1940    |
| بول رينو                       | 5 يونيو 1940   | 16 يونيو 1940   |

### نظام فيشي
| اسم                | من             | إلى            |
| ------------------ | -------------- | -------------- |
| بول بودوين         | 16 يونيو 1940  | 28 أكتوبر 1940 |
| بيير لافال         | 28 أكتوبر 1940 | 13 ديسمبر 1940 |
| بيير إتيان فلاندين | 13 ديسمبر 1940 | 9 فبراير 1941  |
| فرانسوا دارلان     | 10 فبراير 1941 | 18 أبريل 1942  |
| بيير لافال         | 18 أبريل 1942  | 20 أغسطس 1944  |

### المفوضون الفرنسيون الأحرار
| اسم           | من             | إلى            |
| ------------- | -------------- | -------------- |
| موريس ديجان   | 24 سبتمبر 1941 | 17 أكتوبر 1942 |
| رينيه بلفن    | 17 أكتوبر 1942 | 5 فبراير 1943  |
| رينيه ماسيجلي | 5 فبراير 1943  | 10 سبتمبر 1944 |

### الجمهورية الرابعة
| اسم              | من             | إلى            |
| ---------------- | -------------- | -------------- |
| جورج بيدولت      | 10 سبتمبر 1944 | 16 ديسمبر 1946 |
| ليون بلوم        | 16 ديسمبر 1946 | 22 يناير 1947  |
| جورج بيدولت      | 22 يناير 1947  | 26 يوليو 1948  |
| روبرت شومان      | 26 يوليو 1948  | 8 يناير 1953   |
| جورج بيدولت      | 8 يناير 1953   | 19 يونيو 1954  |
| بيير منديس فرانس | 19 يونيو 1954  | 20 يناير 1955  |
| إدغار فور        | 20 يناير 1955  | 23 فبراير 1955 |
| انطوان بيناي     | 23 فبراير 1955 | 1 فبراير 1956  |
| كريستيان بينو    | 1 فبراير 1956  | 14 مايو 1958   |
| رينيه بلفن       | 14 مايو 1958   | 1 يونيو 1958   |

### الجمهورية الخامسة
| اسم                 | من             | إلى            |
| ------------------- | -------------- | -------------- |
| موريس كوف دي مورفيل | 1 يونيو 1958   | 30 مايو 1968   |
| ميشيل ديبري         | 30 مايو 1968   | 22 يونيو 1969  |
| موريس شومان         | 22 يونيو 1969  | 15 مارس 1973   |
| أندريه بيتينكور     | 15 مارس 1973   | 4 أبريل 1973   |
| ميشيل جوبرت         | 4 أبريل 1973   | 28 مايو 1974   |
| جان سوفانيارج       | 28 مايو 1974   | 27 أغسطس 1976  |
| لويس دي غيرينجا     | 27 أغسطس 1976  | 29 نوفمبر 1978 |
| جان فرانسوا بونسيت  | 29 نوفمبر 1978 | 22 مايو 1981   |
| كلود تشيسون         | 22 مايو 1981   | 7 ديسمبر 1984  |
| رولان دوماس         | 7 ديسمبر 1984  | 20 مارس 1986   |
| جان برنارد ريمون    | 20 مارس 1986   | 12 مايو 1988   |
| رولان دوماس         | 12 مايو 1988   | 29 مارس 1993   |
| آلان جوبيه          | 29 مارس 1993   | 18 مايو 1995   |
| هيرفي دو شاريت      | 18 مايو 1995   | 4 يونيو 1997   |
| هوبير فيدرين        | 4 يونيو 1997   | 7 مايو 2002    |
| دومينيك دي فيلبان   | 7 مايو 2002    | 31 مارس 2004   |
| ميشيل بارنييه       | 31 مارس 2004   | 2 يونيو 2005   |
| فيليب دوست بلازي    | 2 يونيو 2005   | 15 مايو 2007   |

## وزير الخارجية والشؤون الأوروبية (2007-2012)
| اسم             | من             | إلى            |
| --------------- | -------------- | -------------- |
| برنارد كوشنير   | 16 مايو 2007   | 14 نوفمبر 2010 |
| ميشيل أليو ماري | 14 نوفمبر 2010 | 27 فبراير 2011 |
| آلان جوبيه      | 27 فبراير 2011 | 15 مايو 2012   |

## سياسة فرنسا الخارجية

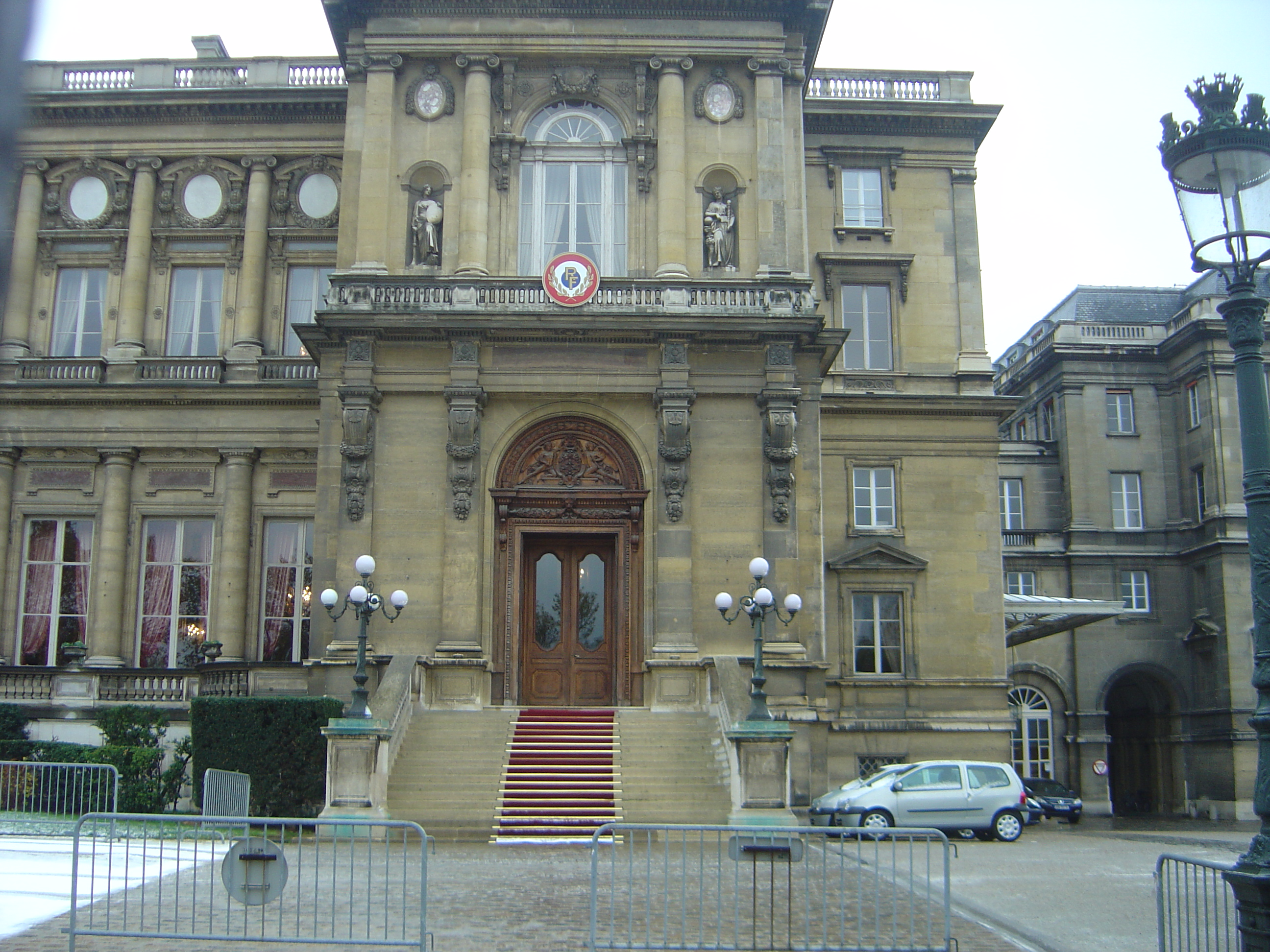
المدخل الرسمي أو مدخل المراسم

يصعب على قوة دولية متوسطة أن تمارس وحدها تأثيراً فاعلاً على مجتمع دولي آخذ بالتعقيد يوماًَ بعد يوم. ولهذا أصبح العمل ضمن إطار الاتحاد الأوروبي مبدأ مطلقاً للسياسة الخارجية لفرنسا ولاسيما في مسائل حفظ السلم واحترام القواعد القانونية الني تحكم التعاون الدولي المتعدد الأطراف. وقد عمدت فرنسا خلال رئاستها للاتحاد الأوروبي في النصف الثاني من العام 2008 لإرساء أسس جديدة لدبلوماسية أوروبية أكثر تضامناً وأكثر استقلالية.
في الوقت نفسه، تؤكد فرنسا موقعها من خلال عدد من المبادرات الخاصة حيث تدعم تقنياً ومالياً عدداً من المشاريع والشراكات التنموية في عدد من الدول الأكثر فقراً في جنوب الصحراء الكبرى.
كذلك يتم تشجيع التبادل الثقافي ومشاريع التعاون العلمي والجامعي حيث يتم استقبال حوالي 220 ألف طالب ومساعدتهم خلال إقامتهم في فرنسا. كما تم تحديث وسائل العمل الثقافية في الخارج عبر إنشاء مؤسسة «كولتور فرانس» CulturesFrance ومحطة France24، وهما مثالين حديثين عن وسائل السياسة الثقافية لفرنسا التي تشكل جزءاً لا يتجزأ من سياستها الخارجية.

### أوروبا: «الأولوية المطلقة»
منذ نهاية الحرب العالمية الثانية وبغض النظر عن طبيعة الأغلبية السياسية الحاكمة في فرنسا، أصبحت أوروبا تشكل المحور الأساسي للسياسة الخارجية الفرنسية. فقد تلا إعلان وزير خارجيتها روبرت شومان، المستوحى من جان مونيه، إنشاء جمعية الحديد والصلب مع كل من ألمانيا وإيطاليا ودول البينيلوكس. وكان الهدف المحرك وراء ذلك بناء «آليات تضامن فعلي» من أجل إعادة بناء أوروبا وتقوية المصالحة الفرنسية-الألمانية. وضمن الروحية نفسها، أطلقت معاهدة روما السياسات الأوروبية المشتركة ومن ضمنها السياسة الزراعية المشتركة التي حرصت عليها فرنسا.

دفع سقوط جدار برلين وإعادة توحيد الألمانيتين فرنسا وألمانيا إلى اقتراح إنشاء «اتحاد أوروبي» على شركائهم، فكانت اتفاقية ماستريخت عام 1992، وولادة العملة الموحدة اليورو، التي يشارك فيها حتى اليوم 17 دولة تشكل منطقة اليورو. إلا أن معاهدة ماستريخت نصت أيضاً على تعاون في مجال السياسة الخارجية بين دول الاتحاد الأوروبي، يكون ركيزة لوحدة سياسية تدعمها فرنسا وتدعو لها. وهكذا تم تطوير سياسة خارجية مشتركة للأمن والدفاع بشكل تدريجي من خلال مجموعة من الأنشطة المشتركة في عدد من القضايا الدولية الأساسية كالقيام بعدد من عمليات السلام حفظ السلام الأوروبية وبلورة «إستراتيجية أوروبية للأمن»، تشهد على وجود رؤية موحدة للمخاطر وسبل الرد عليها.

نحا التوسيع الأخير للاتحاد الأوروبي باتجاه إعادة توحيد القارة الأوروبية، إلا أن المهمة تبقى غير منجزة. فلا تزال الأوضاع في عدد من دول يوغسلافيا السابقة غير مستقرة ما يبرر متابعة أعمال المحكمة الخاصة بيوغسلافيا السابقة، فضلاً عن وجود قوي للاتحاد الأوروبي على الأرض في عدد من هذه الدول من أجل تهيئة انضمامها إليه.
ومن أجل مواءمة آليات عمل الاتحاد الأوروبي مع مقتضيات التوسيع، حصلت كل من فرنسا وألمانيا في حزيران 2007 على موافقة شركائهما على معاهدة جديدة تعدل المعاهدات السابقة وقد تم إبرامها في 2008. أنشأت المعاهدة الجديدة رئاسة دائمة للمجلس الأوروبي ومنصب الممثل الأعلى للشؤون الخارجية والسياسة والأمنية. ونصت على اعتماد التصويت بالأغلبية الموصوفة مع زيادة صلاحيات البرلمان الأوروبي، كما نصت أخيراً على توثيق الروابط بين الاتحاد والبرلمانات الوطنية.
إلى جانب العلاقات بين مؤسسات الاتحاد الأوروبي، تبقى مسألة مستقبل المشروع الأوروبي التي تطرح نفسها بين عامي 2020-2030، إذ تتمنى فرنسا أن يتم إطلاق تفكير معمق حول الاتحاد ومكانته في العالم وهي ترى أنه يتوجب عليه أن يجيب بأفضل طريقة ممكنة على انشغالات مواطنيه ولاسيما في مجالات الهجرة والبيئة والأمن، وعلى هذه الأمور تحديداً، انصب اهتمام الرئاسة الفرنسية خلال النصف الثاني من العام 2008.

### حماية حقوق الإنسان
تشكل حماية حقوق الإنسان والترويج لها ونشر الديموقراطية مكوناً أساسياً من مكونات السياسة الخارجية لفرنسا. فرينيه كاسان، القانوني الفرنسي الحائز على جائزة نوبل للسلام، هو أحد أبرز المفاوضين الذين عملوا على الإعلان العالمي لحقوق الإنسان.

واليوم تلعب فرنسا دوراً فاعلاً في مجلس حقوق الإنسان التابع للأمم المتحدة في جنيف، وهي تدعم، بمؤازرة شركائها الأوروبيين، إصدار قرارات في المناطق أو الدول التي تتعرض فيها حقوق الإنسان إلى انتهاكات جسيمة أو متكررة إضافة إلى قرارات في مواضيع محددة كالفقر المدقع والأطفال الجنود أو الاختفاءات القسرية. كذلك، هي تنشط في الدعوة لإبرام الاتفاقات الحامية لحقوق الإنسان على صعيد عالمي، كتلك التي أنشأت في العام 2002 المحكمة الجنائية الدولية لمحاكمة جرائم الحرب والجرائم ضد الإنسانية أو جرائم الإبادة الجماعية.كما أنها تعمل على مكافحة الإفلات من العقاب عبر دعم أعمال المحكمة التي تحاكم الخمير الحمر في كمبوديا مثلاً.
أما في إطار الاتحاد الأوروبي، فتتمنى فرنسا أن تعطي لشرعة الحقوق الأساسية بعداً قانونياً ملزماً. أما في المنظمة الأوروبية للأمن والتعاون (OSCE) المنشأة بموجب إعلان هلسنكي لعام 1975، فهي تحرص أيضاً على الاحترام الكامل من قبل أعضائها، ولاسيما الدول التي كانت جزءاً من الاتحاد السوفياتي سابقاً، لالتزاماتها في مجالي الحريات الأساسية والمؤسسات الديموقراطية، عبر المشاركة مثلاً في بعثات لمراقبة الانتخابات في هذه الدول.
يضاف إلى ذلك ما تقوم به فرنسا على صعيد تقوية تشريعها في مجال حقوق الإنسان كإصدار قانون 2004 ضد العنصرية ومعاداة السامية، وإنشاء السلطة العليا للمساواة ومكافحة التمييز والتي يمكن أن يلجأ إليها ضحايا التمييز مباشرة منذ العام 2005.

### مواجهة التحديات العالمية الجديدة
وذلك في مجالي حفظ السلام والاستجابة للتحديات العالمية
- حفظ السلام: منظمة الأمم المتحدة هي المنظمة العالمية الوحيدة ذات الصلاحية الشاملة في هذا المجال وعلى مجلس الأمن النهوض بمسؤولياته كاملة بما خص السلام والأمن. فقد أثبتت التجارب أن اللجوء الأحادي الجانب لاستخدام القوة، كما في أزمة العراق، يؤدي إلى الفشل. كما أن فرنسا تحبذ توسيع مجلس الأمن وانضمام أعضاء دائمين جدد إليه كألمانيا واليابان والهند والبرازيل إضافة إلى تمثيل عادل للقارة الإفريقية. وفرنسا تدعم أنشطة الأمم المتحدة في مجال حفظ السلام في هذه القارة التي عرفت نزاعات دامية طويلاً ولاسيما في منطقة البحيرات الكبرى وسييراليون وليبيريا وساحل العاج والقرن الإفريقي، كما أنها تلعب دوراً خاصاً في بناء القدرات الإفريقية عبر برنامج (RECAMP).

أما في الشرق الأوسط، ففرنسا، الصديقة لكل من إسرائيل والفلسطينيين، تدعو للاعتراف بدولتين تعيشان جنباً إلى جنب. أما في لبنان، فهي تدعم المصالحة الوطنية وتساهم بشكل كبير في قوة الأمم المتحدة العاملة هناك. وفي أفغانستان، تشارك في قوة حلف شمالي الأطلسي العاملة تحت رعاية الأمم المتحدة، إلا أنها وإن كانت من أولى الدول المساهمة في هذا الحلف، فإنها تتطلع إلى دور أكبر للاتحاد الأوروبي في حل النزاعات وهي تحبذ تقدم أوروبا في مجال الدفاع وتجديد الحلف الأطلسي وهما أمران متكاملان.
- الاستجابة للتحديات العالمية: يجب تعزيز التعاون الدولي بمواجهة التهديدات الإرهابية التي لا تعرف حدوداً. ولذلك، بعد أحداث 11أيلول 2001، وأثناء تولي فرنسا رئاسة مجلس الأمن، تم تبني القرار 1373 الذي يفرض على الدول اتخاذ إجراءات محددة ضد مرتكبي الأعمال الإرهابية، آمريهم وشركائهم. كما دعمت فرنسا تبني الجمعية العامة للأمم المتحدة اتفاقية دولية حول تمويل الإرهاب، في حين تم تبني اتفاقية أخرى ضد الإرهاب النووي عام 2005. وهي تعمل في الاتجاه نفسه ضمن الاتحاد الأوروبي ومجموعة الثماني. وإزاء مخاطر انتشار أسلحة الدمار الشامل، كالمثال الإيراني، تحبذ فرنسا أيضاً تعزيز التعاون الدولي ولاسيما في مجال فرض عقوبات إضافية (الوكالة الدولية للطاقة الذرية ومنظمة حظر الأسلحة الكيمياوية).

ساهمت فرنسا بشكل فاعل ضمن الأمم المتحدة والاتحاد الأوروبي ومنظمة الأمن والتعاون الأوروبية، باعتماد أدوات لمراقبة تهريب الأسلحة ولاسيما الخفيفة منها، التي لها آثار مميتة في النزاعات في أفريقيا. كما أنها تعمل من أجل تقوية التعاون الدولي في مجالي تهريب المخدرات والجريمة المنظمة.
وأخيراً، في مجال التغير المناخي وتلوث المياه وحماية الملكيات العالمية المشتركة، تجهد فرنسا لإنشاء منظمة عالمية للبيئة ولتعميم بروتوكول كيوتو لتخفيض انبعاثات ثاني أوكسيد الكربون. كما اتخذت مبادرات خلاقة لتمويل برامج مكافحة الأوبئة والأمراض كالسيدا مثلاً.

## وزير الخارجية والتنمية الدولية (2012-2017)
| اسم             | من عند         | إلى            |
| --------------- | -------------- | -------------- |
| لوران فابيوس    | 16 مايو 2012   | 11 فبراير 2016 |
| جان مارك ايرولت | 11 فبراير 2016 | 10 مايو 2017   |

## وزير أوروبا والشؤون الخارجية (2017 حتى الآن)
| اسم             | من عند       | إلى          |
| --------------- | ------------ | ------------ |
| جان إيف لودريان | 17 مايو 2017 | 20 مايو 2022 |
| كاثرين كولونا   | 20 مايو 2022 | حاضر         |

## روابط خارجية
- 140 وزارة خارجية (1589-2000) على موقع وزارة الخارجية الفرنسية.
- الموقع الرسمي لوزارة الخارجية.
- قاعدة بيانات المعاهدات الرسمية لفرنسا.
- Dictionnaire Historique des Institutions، mœurs et coutumes de la France، Adolphe Chéruel، L. Hachette et cie، 1855.
- «الوزارات 1700-1870»، Rulers.org.
- وزارة الشؤون الخارجية والأوروبية (فرنسا).